# Leptotarsus (Macromastix) campbelli
Leptotarsus (Macromastix) campbelli is een tweevleugelige uit de familie langpootmuggen (Tipulidae). De soort komt voor in het Australaziatisch gebied.